# マルコム・ターンブル
マルコム・ブライ・ターンブル（英語: Malcolm Bligh Turnbull、1954年10月24日 - ）は、オーストラリアの政治家。第29代オーストラリア首相、オーストラリア自由党前党首。

## 経歴
2004年10月、シドニーの東部郊外のウェントワース選挙区 (Division of Wentworth) から下院議員に選出された。
政界に入る前は法廷弁護士、投資銀行家、オーストラリア共和制運動(Australian Republican Movement) のリーダーだった。
2007年11月の連邦選挙で与党保守連合が敗北したとき、環境大臣 (Federal Minister for Environment and Water Resources; 環境水資源の連邦大臣) であった。
2007年12月、ジョン・ハワード引退後の党首選挙でブレンダン・ネルソンに僅差で敗れ、保守連合の財政スポークスマン（影の内閣の財務大臣）となった。
2008年9月、党首選挙にてネルソンを破り自由党党首に就任。翌2009年、党首選挙でトニー・アボットに党首の座を譲ったものの小差であり、国民の間での支持率は高いままだった。2013年9月に発足したアボット政権では通信大臣に就任。
2015年になってアボットの経済政策や指導力に対する疑問が高まり、首相や与党の支持率は低下していた。これを政権奪取の好機と見たターンブルは、アボットに対して退陣を迫り、通信大臣を辞任。代わりに党首選挙を実施するようアボットに要求し、9月14日に実施された選挙に54対44で勝利。自由党党首に返り咲き、翌15日に首相に就任した。
2015年12月、2018年1月に来日。
2017年、休暇中に船外機付きボートを操縦する姿が新聞に掲載されたが、後日、救命胴衣を着けていなかったことがニューサウスウェールズ州条例に抵触したとして、同州より250オーストラリアドルの罰金を科せられている。
2018年、総選挙を翌年に控えた中で支持率低迷に悩まされ与党内で不満が強まっていった。8月21日の自由党党首選ではピーター・ダットン内相に勝利したものの僅差で、その後も与党内の不満は収まらず閣僚10名が辞任を表明する事態となり、24日には党首解任案が提出され辞任に追い込まれた。

## 政策・主張
所属するオーストラリア自由党は保守系の政党であるが、ターンブル自身はリベラル派であるとされており、本人も2015年の党首選挙後の会見の中で「本当の意味でのリベラルな政府を目指す」と述べている。
オーストラリアにおける共和制導入を支持しており
、
アボット前首相が復活させた「ナイト」と「デイム」の称号についても時代遅れであるとして授与の廃止を発表した。しかし、エリザベス女王(当時)や英国王室との関係は良好だった。
ターンブルは中国について「オーストラリアと抗日で戦った最も長い同盟国だ」と述べ、最大の貿易相手国である中国を最重視する親中派と見られている。一方で、日米豪印の枠組みを継続させ、中国がオーストラリア国内で権益買収の動きを見せた際は反対するなど、あくまで豪州の国益を棄損しない限り中国の台頭を歓迎する「現実主義的」親中の立場であると一部から評価されることもある。ただし、中国によるダーウィン港の99年租借を認めたことは駐留拠点が近い米国から苦言を呈されることもあった。
環境大臣時代の2007年2月15日には、日本の調査捕鯨の調査母船日新丸で火災が発生し調査捕鯨が1ヶ月早く終了したことを歓迎し、「オーストラリア政府は、調査捕鯨が停止されるように引き続き世界各国に訴えていく」と述べた。首相就任後の2015年12月18日に来日し、首相就任後の東アジアで最初の訪問国に日本を選んだ。安倍晋三首相との会談では、日本の捕鯨に対して深い失望を伝える一方、日本の平和安全法制の支持、自衛隊とオーストラリア軍の共同訓練の推進を表明し、中国に対しては南シナ海での埋め立ての停止を求めることで一致し、東シナ海での動きに強い反対を示した。
2017年1月28日、2016年アメリカ合衆国大統領選挙により誕生したトランプ大統領と電話会談を行い、オバマ政権との間で結んだ難民の受け入れに関する合意を履行するように迫った。
2016年、オーストラリア海軍の次期主力潜水艦建造をめぐりフランス企業を選定。アタック級潜水艦の建造計画がスタートした。しかし2021年に入るとオーストラリアはアメリカとの関係を重視してフランスとの契約を破棄してアメリカ製原子力潜水艦の導入を決定。フランスとの契約を主導していたターンブルは強く現体制を非難した。

## 家族・親族
息子は、中国政府のアドバイザーとして活躍していた中国共産党党員の娘と結婚している。